# Henryk Krasiński
Pour les articles homonymes, voir Famille Krasiński.
Henryk Krasiński, né le 15 juillet 1804 à Laskowice et mort le 16 septembre 1876 à Londres, est un officier et écrivain polonais.

## Biographie
Second lieutenant dans l'armée du Royaume de Pologne en 1828, il est capitaine lors du soulèvement de novembre en 1831. 
Après le soulèvement, il part en exil, à Paris, puis pour l'Angleterre.

## Publications
- Le Célèbre Vitold, grand-duc de Lithuanie (1834)
- Bataille de Kirholm, ou l'Amour d'une Anglaise (1836), lire en ligne sur Gallica.
- The Poles in the seventeenth century: an historical novel, with a sketch of the Polish Cossacks (1843)
- Mary Barton: An Historical Tale of Poland (1843)
- Gonta, a historical drama (1848)
- The Cossacks of the Ukraine (1848)
- Coup-d'œil sur l'état actuel de l'Europe; et Moyens de contenir la Russie (1854)
- Le Soulier de la reine Hortense, et le Jardinier, l'Odalisque et le Sultan, mélodrames, par un sujet de Sa Majesté britannique (1856), lire en ligne sur Gallica.
- Private anecdotes of the late and present emperors of Prussia, the king of Prussia and the Sultan, with miscellanies... (1858)
- Italy, Venetia and Hungary; Rome, Sicily, Generals Cialdini and Lamorcière, the Emperor Louis Napoleon, Lord Palmerston, China, Garibaldi, and the King of Italy, with anecdotes (1861)

## Distinction
- Chevalier dans l'Ordre militaire de Virtuti Militari, décoré par le Général Gerolamo Ramorino